# 莱罗图尔
莱罗图尔（法語：Les Rotours，法語發音：[le ʁɔtuʁ] ⓘ）是法国奥恩省的一个旧市镇，位于该省北部偏西，属于阿让唐区。2016年1月1日，莱罗图尔和相邻的另外8个市镇合并为新市镇皮唐日勒拉克（Putanges-le-Lac）。

## 地理
莱罗图尔（48°47'1"N, 0°15'37"W）面积5.06 平方千米，位于法国诺曼底大区奧恩省，该省份为法国西北部内陆省份，北起顺时针与卡爾瓦多斯省、厄尔省、厄尔-卢瓦省、萨尔特省、马耶讷省和芒什省接壤。
与莱罗图尔接壤的市镇（或旧市镇、城区）包括：巴佐什欧乌尔姆、尚瑟里、皮唐日勒拉克、拉博当热、奥恩河畔圣奥贝尔、奥恩河畔圣克鲁瓦、皮唐日-蓬泰克勒潘。
莱罗图尔的时区为UTC+01:00、UTC+02:00（夏令时）。

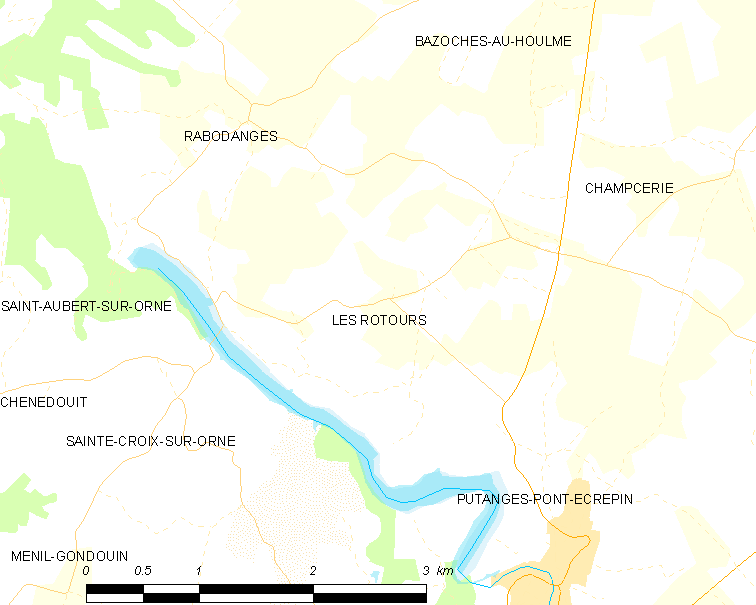
莱罗图尔的OSM定位图

## 行政
莱罗图尔的邮政编码为61210，INSEE市镇编码为61354。

## 政治
莱罗图尔所属的省级选区为阿蒂斯-瓦勒德鲁夫尔县。

## 人口

1962-2008年间莱罗图尔人口变化图示

莱罗图尔于2018年1月1日时的人口数量为116人。